# Marienkirche (Großenwörden)

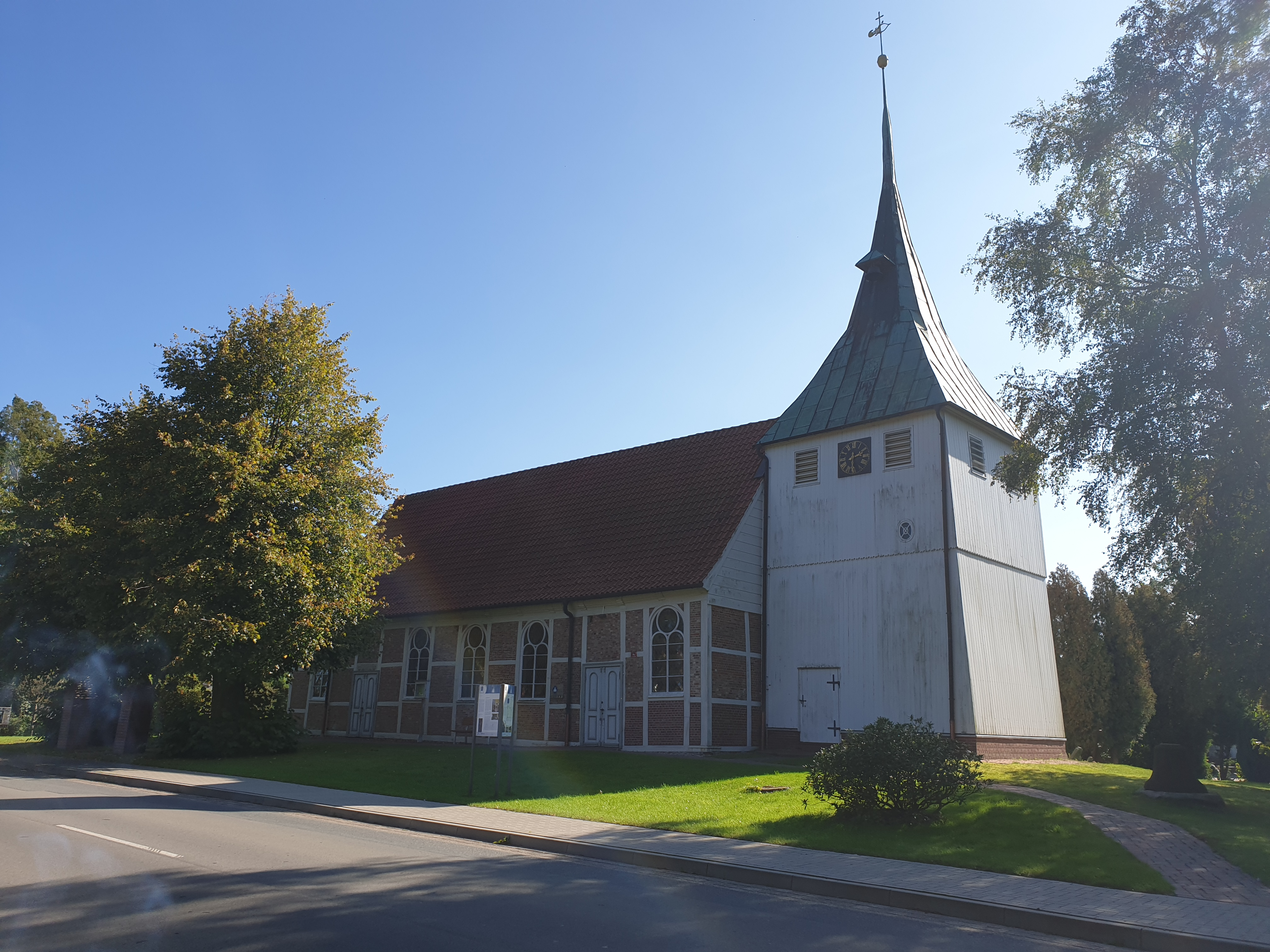
Marienkirche Großenwörden

Die evangelische Fachwerkkirche St. Marien steht in Großenwörden (Oste) im niedersächsischen Landkreis Stade. Sie ist seit 1972 eine Filialkirche der evangelisch-lutherischen Kirchengemeinde Horst in Burweg/Großenwörden im Kirchenkreis Stade.

## Geschichte

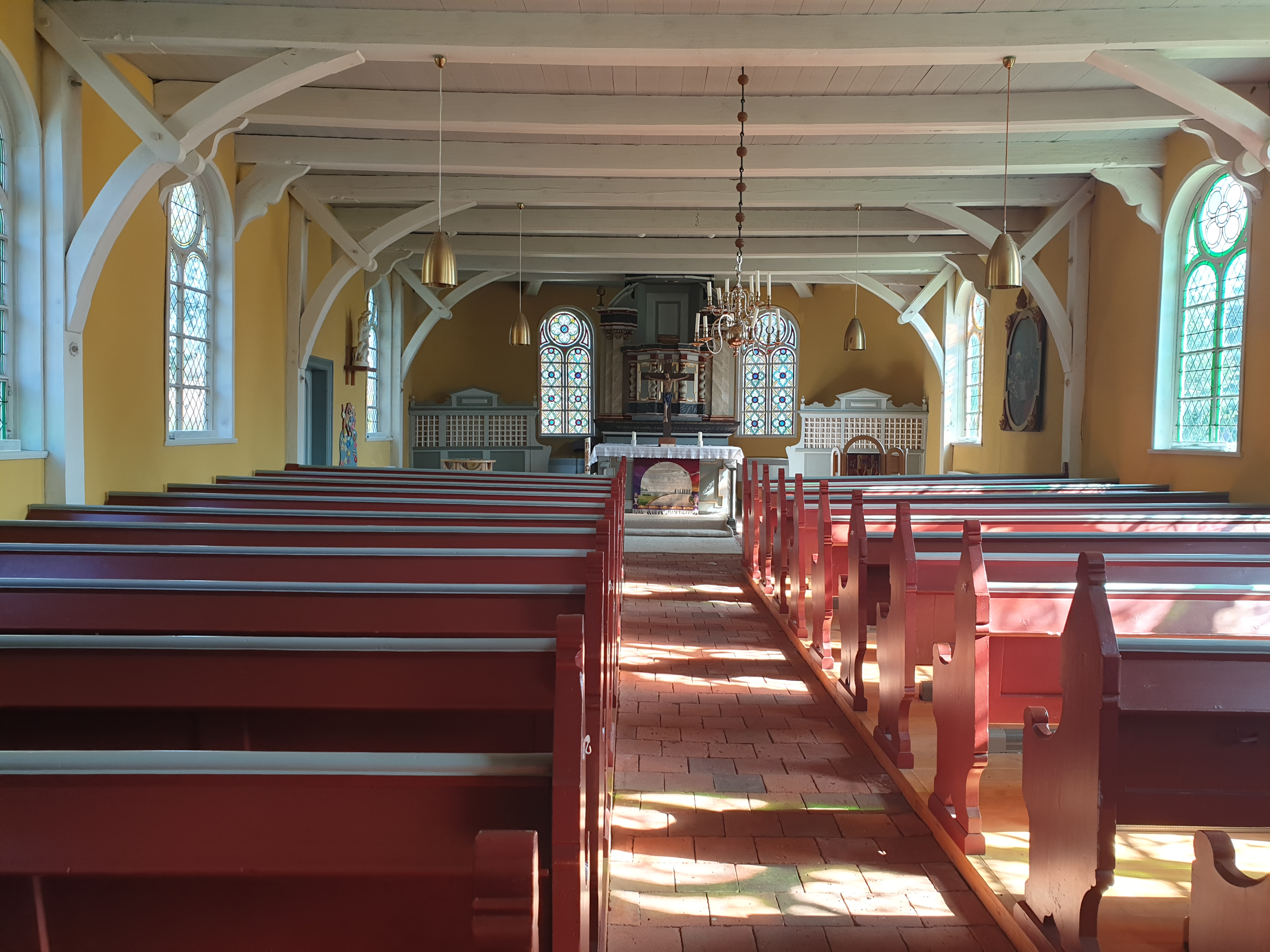
Innenraum

Unweit der jetzigen Kirche soll in der Gemarkung „In der Helle“ bereits im Mittelalter eine Kapelle gestanden haben. Bereits diese war Maria geweiht. In ihr soll sich ein geschnitztes Altarbild befunden haben, auf dem Maria auf einem Totenkopf und dem Halbmond stehend mit dem Christuskind abgebildet war. Zu jener Zeit hatte der Propst von Himmelpforten das Recht, den Kaplan der Kirche zu wählen, nachdem er dieses Recht dem Dompropst zu Bremen abgekauft hatte.

## Baugeschichte
Die jetzige Marienkirche wurde laut der Inschrift über der östlichen Eingangstür am 22. Mai 1636 geweiht und ist ein schlichter, einschiffiger Fachwerkbau mit vierseitiger Apsis im Osten und einem hölzernen Glockenturm im Westen. Die Wetterfahne auf dem Turm trägt die Zahl 697 (gemeint ist wohl das Jahr 1697).
Umfassende Renovierungen fanden Ende des 19. Jahrhunderts, 1958–1962 und 1974/75 statt.

## Ausstattung
Die heutige Ausstattung einschließlich der Fenster stammt zum großen Teil aus der Mitte des 19. Jahrhunderts.

### Kanzelaltar

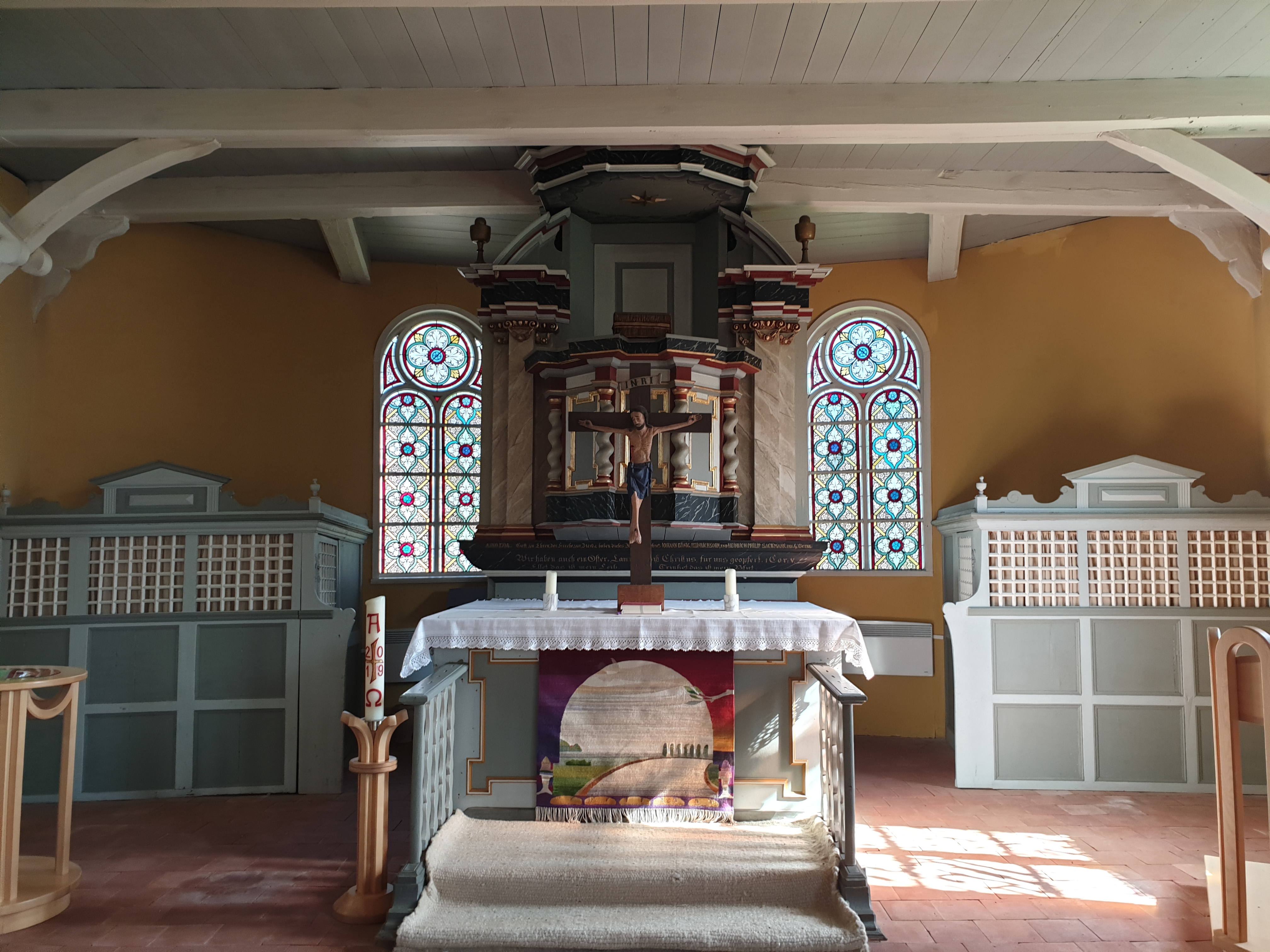
Kanzelaltar

Der wuchtige Kanzelaltar wurde 1704 erbaut, allerdings wurde die Kanzel wohl erst später ergänzt. Vorher befand sich an der Stelle, wo jetzt die Kanzel ist, ein Altarbild, das jetzt an der südlichen Seitenwand der Kirche hängt. Das Kruzifix stammt aus dem 19. Jahrhundert, der Korpus ist allerdings deutlich älter und könnte noch aus der Vorgängerkirche oder einer anderen Kirche stammen.

### Kronleuchter
Der Kronenleuchter aus Gelbguss wurde 1667 gestiftet. Die übrige Beleuchtung stammt von 1959.

### Orgel

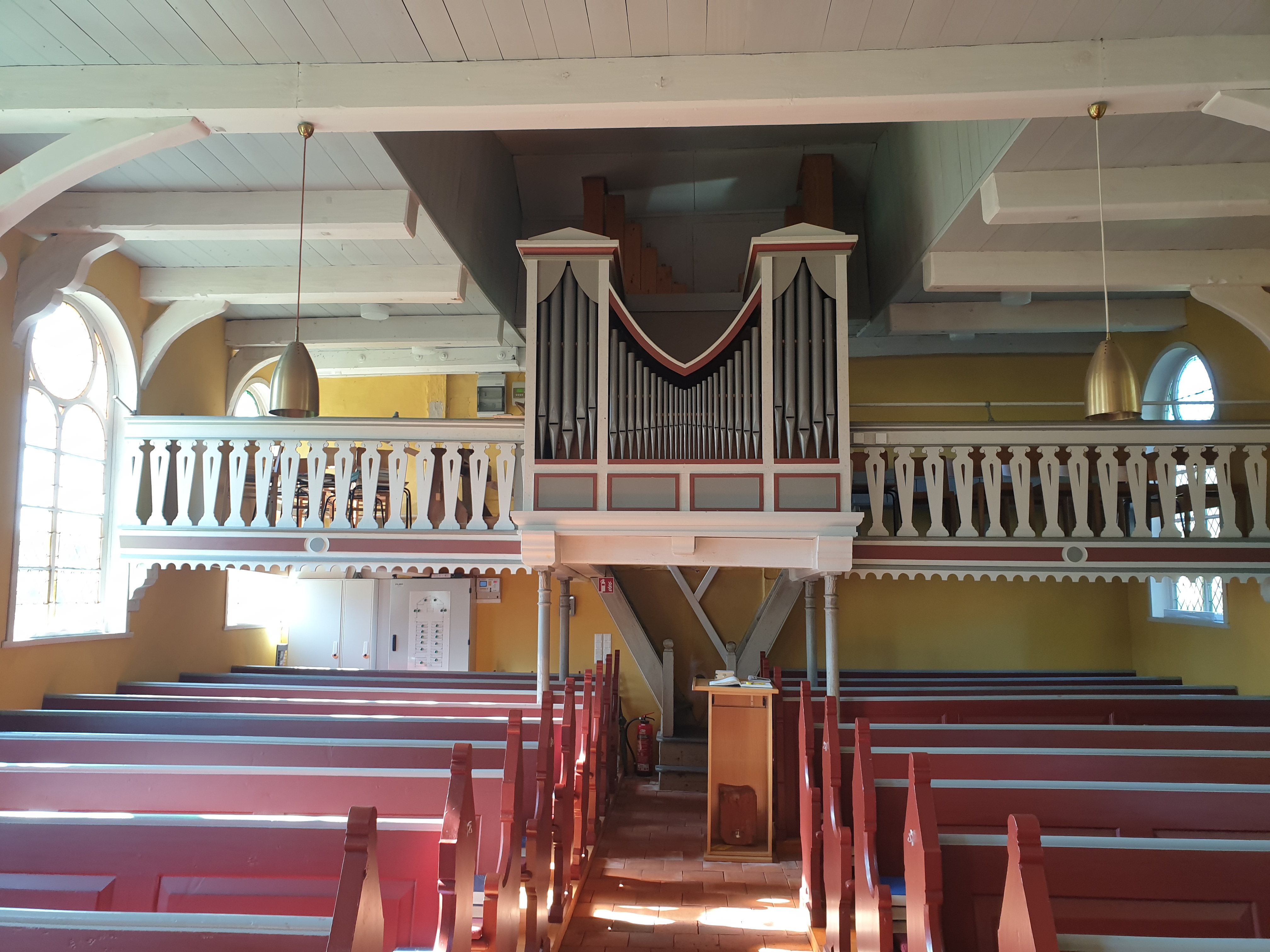
Empore mit Orgel

Eine erste Orgel wurde 1879 zusammen mit der Westempore eingebaut. Das jetzige Instrument wurde von der Firma Kemper 1958 gebaut.

### Taufschale und Lesepult
Taufschale und Lesepult sind beide jüngeren Datums. Das Lesepult wird seit 2006 von einem handgewebten Behang geziert, der einen Lebensbaum zeigt und 2. Mose 3,14 „Ich bin der ich bin“ zitiert. Am Altar befindet sich ebenfalls ein Behang, an dem der Lebensbaum sich fortsetzt.
Die in Dänemark erschaffene regenbogenfarbene Taufschale wurde 2009 erbaut. In der Mitte ist eine Friedenstaube abgebildet, die Schale ist nach den Himmelsrichtungen geviertelt. Es sind biblische Geschichten abgebildet.

### Gestühl
Das jetzige Gestühl wurde 1975 eingebaut. Die umbauten Stühle mit Gitterfenstern links und rechts neben dem Altar wurden im 18. Jahrhundert geschaffen.

## Gemeinde
Bis 1972 bildete Großenwörden ein eigenes Kirchspiel, zu dem neben Großenwörden auch Neuland gehörte. Heute ist Großenwörden eine Filialkirche der evangelisch-lutherischen Kirchengemeinde Horst in Burweg/Großenwörden im Kirchenkreis Stade (Evangelisch-lutherische Landeskirche Hannover). Pfarramtlich ist die Gemeinde seit 2008 mit dem Kirchspiel Oldendorf verbunden.